# 维多利亚·勃列日涅娃
维多利亚·彼得罗芙娜·勃列日涅娃（俄语：Виктория Петровна Брежнева；1907年12月11日—1995年7月5日）是苏联共产党中央委员会总书记和苏联最高苏维埃主席团主席列昂尼德·勃列日涅夫的夫人。她是尤里·勃列日涅夫和加林娜·勃列日涅娃的母亲。

## 简述
维多利亚生于1907年，原名是维多利亚·杰尼索娃。历史学家罗伯特·赛尔维思称她是犹太人后裔，不过这一说法存在争议。她第一次见到勃列日涅夫是在1925年，经过三年的恋爱，勃列日涅夫和维多利亚于1928年结婚，第二年加林娜·勃列日涅娃出生，四年后四子尤里·勃列日涅夫出生。维多利亚和勃列日涅夫的感情被称为旧风尚的和相敬如宾的。
根据勃列日涅夫亲戚的回忆，正是维多利亚让勃列日涅夫逐渐产生了对物质的追求和热爱。在勃列日涅夫担任苏联最高领导人期间，维多利亚退居身后；她不想受到公众过多的关注。她最后一次在公众面前露面是在勃列日涅夫的葬礼上。维多利亚在勃列日涅夫死后又生活了13年，后因受到糖尿病的折磨而死。她的余生一直居住在勃列日涅夫的旧宅。在她的葬礼上，除了她亲生女儿加林娜没有现身外，余下的亲戚都前来为她送行。